# Refuge du Mont Pourri
Il refuge du Mont Pourri (2.373 m s.l.m.) è un rifugio alpino situato nel massiccio del Monte Pourri nelle Alpi della Vanoise e del Grand Arc. Si trova nel comune di Peisey-Nancroix. Prende il nome dal Mont Pourri in quanto è stato costruito per favorire l'ascesa della montagna.

## Storia

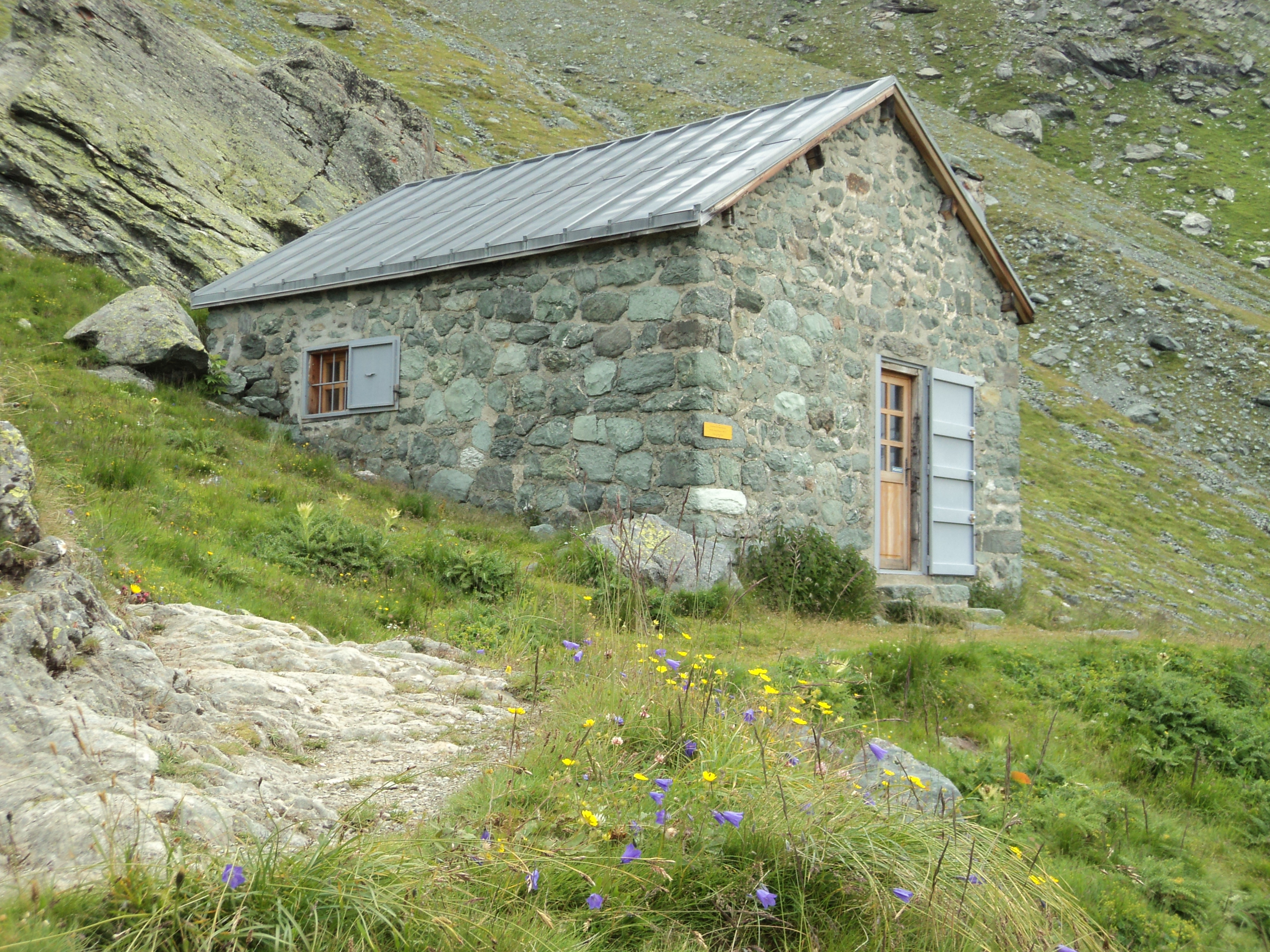
L'antico refuge Regaud ora trasformato in museo.

Un primo rifugio è stato aperto nel 1928 dal CAF e chiamato  refuge Regaud in onore del presidente del CAF F. Regaud (1971-1928). Esso si trova all'inizio della morena che conduce al glacier du Geay. Ultimamente tale rifugio è stato ristrutturato e trasformato in museo.
Nel 1974 è stato inaugurato l'attuale rifugio che è collocato un po' più a valle del precedente.

## Accesso
L'accesso avviene normalmente dalla località  Beaupraz di Peisey-Nancroix. Di qui si prende la direzione della cappella e poi si continua verso ovest. Si tratta di superare un dislivello di circa 900 m ed occorrono circa tre ore di cammino.
In alternativa si può partire da Arc 2000 eventualmente utilizzando la telecabina Transarc; di qui si segue la strada carrozzabile in direzione del  Col de la Chal. Superato il colle si scende per circa 200 m di dislivello per raggiungere il rifugio.

## Ascensioni
- Mont Pourri - 3.779 m
- Monte Turia - 3.650 m
- Dôme de la Sache - 3.601 m
- Dôme des Platières - 3.473 m

## Traversate
- Refuge du Col du Palet - 2.587 m
- Refuge de Turia - 2.427 m